# ليسبون (نيوهامشير)
ليسبون (بالإنجليزية: Lisbon, New Hampshire)‏ هي بلدة أمريكية تقع في الولايات المتحدة في مقاطعة غرافتون (نيوهامشير). يقدر عدد سكانها بـ 1,595 نسمة ومساحتها 69.0 كم2 وترتفع عن سطح البحر 179 متر.

## أعلام
- إدغار جي. كروسمان
- جورج إي. ألبي
- كليمنت كالهون يونغ
- سولون بيلي
- هاري بورنس هاتشينز